# Adults in the Room
Adults in the Room ist ein Film von Costa-Gavras aus dem Jahr 2019. Es ist der erste Film des griechischen Regisseurs, der in seinem Heimatland gedreht wurde.
Es handelt sich um die Verfilmung des 2017 erschienenen Buches Die ganze Geschichte. Meine Auseinandersetzung mit Europas Establishment von Yanis Varoufakis, das sich mit der griechischen Wirtschaftskrise und dem Referendum 2015 befasst.

## Handlung
Nach dem Sieg von Syriza bei den griechischen Parlamentswahlen 2015 erhält Finanzminister Yanis Varoufakis von Premierminister Alexis Tsipras den Auftrag, das von der vorherigen Regierung mit der Troika unterzeichnete Memorandum of Understanding (MoU) neu auszuhandeln. Doch in den folgenden Sitzungen der Eurogruppe stößt der Finanzminister auf absolutes Unverständnis. Seine Vorschläge werden abgelehnt ohne überhaupt in Erwägung gezogen zu werden. Angesichts der zunehmenden Drohungen Griechenland aus dem Euro zu schmeißen, beschließt Tsipras, nach fünf Monaten hin und her, das Memorandum zu unterzeichnen. Damit stellte er sich de facto gegen die 62 % der griechischen Bevölkerung, die es in einem eigens dafür ausgerufenen Referendum abgelehnt hatten. Varoufakis tritt zurück.

## Vertrieb
Der Film wurde am 31. August 2019 bei den Internationalen Filmfestspielen von Venedig außerhalb des Hauptwettbewerbs uraufgeführt.
Der Film kam in Deutschland nicht in die Kinos, weil kein Filmverleih ihn in sein Programm nehmen wollte.